# NXPH2
NXPH2 (англ. Neurexophilin 2) – білок, який кодується однойменним геном, розташованим у людей на 2-й хромосомі. Довжина поліпептидного ланцюга білка становить 264 амінокислот, а молекулярна маса — 29 938.
| 10         |  | 20         |  | 30         |  | 40         |  | 50         |
| ---------- |  | ---------- |  | ---------- |  | ---------- |  | ---------- |
| MRLRPLPLVV |  | VPGLLQLLFC |  | DSKEVVHATE |  | GLDWEDKDAP |  | GTLVGNVVHS |
| RIISPLRLFV |  | KQSPVPKPGP |  | MAYADSMENF |  | WDWLANITEI |  | QEPLARTKRR |
| PIVKTGKFKK |  | MFGWGDFHSN |  | IKTVKLNLLI |  | TGKIVDHGNG |  | TFSVYFRHNS |
| TGLGNVSVSL |  | VPPSKVVEFE |  | VSPQSTLETK |  | ESKSFNCRIE |  | YEKTDRAKKT |
| ALCNFDPSKI |  | CYQEQTQSHV |  | SWLCSKPFKV |  | ICIYIAFYSV |  | DYKLVQKVCP |
| DYNYHSETPY |  | LSSG       |  |            |  |            |  |            |

A: Аланін

C: Цистеїн

D: Аспарагінова кислота

E: Глутамінова кислота

F: Фенілаланін

G: Гліцин

H: Гістидин

I: Ізолейцин

K: Лізин

L: Лейцин

M: Метіонін

N: Аспарагін

P: Пролін

Q: Глутамін

R: Аргінін

S: Серин

T: Треонін

V: Валін

W: Триптофан

Секретований назовні.